# Елегант (фабрика)
Елегант — швейна фабрика у місті Чернігові. Заснована відповідно до рішення засновників згідно з установчим договором від 14 січня 1994 року шляхом перетворення Чернігівської орендної швейної фабрики у відкрите акціонерне товариство.

## Історія
Заснована у 1920 році. Спочатку підприємство займалося індивідуальним пошиттям робочого одягу. Від 1929 – масовим пошиттям одягу (чоловічий, робочий одяг). Під час німецько-фашистської окупації Чернігова не працювало, після визволення поновило свою діяльність.
В грудні 1968 року на фабриці працювало 500 працівників близько 160 000 виробів робили на рік. Також було побудовано нове приміщення до 9000 м кв. під одним дахом розмістилися виробничі  цехи, допоміжні служби, склади та адміністративний апарат.на той час фабрика випускала до мільйона одиниць, брюк, 250 тисяч чоловічих костюмів на рік. 
В 1970 році працювало 1500 працівників, близько 440 000 виробів робили на рік. В 1971 році працювало 2200 працівників, близько 570 000 виробів на рік.
Чернігівська швейна фабрика «Елегант» вже кілька років працює переважно для іноземних споживачів, використовуючи Толлінг (давальницьку сировину).
Від 1994 – ВАТ з сучасною. назвою. Нині «“Елегант” Чернігівська швейна  фабрика.» – швейне виробництво з різноманітним асортиментом виробів (пальта, штани, жакети, білизна).
У 90-і роки минулого сторіччя, налагодилася співпраця з компаніями зі США, для них відшивали жіночі пальта. Пізніше, коли американські замовлення перейшли у Китай, почали приходити європейські.
Виробничі потужності в 2010 році використовувались на 95%.
В 2014 році до 90% оновили обладнання, 100% модернізація системи вентиляції,100% заміна освітлення.
В 2023 році працювало 350 працівників

## Структура
ПрАТ "Чернігівська швейна фабрика «Елегант» складається з таких структурних підрозділів:
- підготовчий цех;
- цех розкрою;
- експериментальний цех;
- цех пошиву № 1;
- цех пошиву № 2;
- склади готової продукції та допоміжних матеріалів;
- служба комерції;
- виробничий відділ;
- планово-розрахунковий центр;
- бухгалтерія та інші відділи.

Основним видом діяльності підприємства є виробництво швейних виробів: пальта, жакети, штани тощо. Підприємство спеціалізується на випуску чоловічого, жіночого та дитячого одягу.
Підприємство відзначено знаком якості «Вища проба» та є лауреатом Міжнародного відкритого рейтингу популярності та якості «Золота фортуна».
Так працюють із партнерами із Нідерландів, Німеччини, Англії, Франції, Польщі, Литви та інших країн. Їх пошук став простішим з 2016 року, саме тоді розпочалося тимчасове застосування Розділу IV Угоди про асоціацію між Україною та ЄС в частині поглибленої та всеохоплюючої зони вільної торгівлі.
Потужність швейної фабрики – понад 300 тисяч готових складних виробів одягу за рік. Цифра змінна залежно від виробу: на пальто йде більше часу та сировини, ніж на штани, блузку тощо. Загалом фабрика відшиває жіночі жакети, брюки, сукні, спідниці, тренчі, жіночі та чоловічі пальта, дитячий одяг та спец одяг,військову форму. Чисельність працюючих на фабриці 350 осіб, з них 93% жінок.
Одяг із Чернігівської швейної фабрики «Елегант» можна придбати у мережах магазинів одягу у Європі.
А також у каталогах відомих брендів Oliver, JAKE’s, BONITA, CRISTIAN BERF, BA&SH, MORGAN, NINA KALIO, Caroll, MONOPRIX та ETAM та інших.
Один із найбільших клієнтів – мережа магазинів Orsay.

## Продукти
Основним видом діяльності підприємства є виробництво швейних виробів: пальта, жакети, штани тощо. Підприємство спеціалізується на випуску чоловічого, жіночого та дитячого одягу. Чернігівська швейна фабрика «Елегант» вже кілька років працює переважно для іноземних споживачів, використовуючи давальницьку сировину.
Підприємство відзначено знаком якості «Вища проба» та є лауреатом Міжнародного відкритого рейтингу популярності та якості «Золота фортуна». Якісна робота підприємства та його колективу визнана у Польщі, Франції, Німеччині, Швеції та інших країнах Європи.
Виробничі потужності в 2010 році використовувались на 95 %.